# سميح دروزة
سميح طالب دروزة (1930 - 15 مايو 2015)، سياسي أردني ووزير سابق ورجل أعمال وهو مؤسس شركة أدوية الحكمة، إحدى أكبر شركات الأدوية في المملكة المتحدة وفي الأردن. 

## حياته

### طفولته وتعليمه
ولد في مدينة نابلس في فلسطين سنة 1930، درس المرحلة الابتدائية في مدينة يافا، وما لبث أن حصل على منحة دراسية من الكلية العربية في القدس، ومن ثم انتقل مع عائلته إلى مدينة عمان في الأردن بعد نكبة 1948، ولكنه لم يقم هنالك طويلاً؛ فالتحق سنة 1949 بالجامعة الأميركية في بيروت من أجل دراسة الكيمياء، وهناك تلقى نصيحة من أحد أساتذته بتغيير اختصاصه الدراسيّ ليصبح الصيدلة، وهي النصيحة التي كان لها أثرٌ كبيرٌ في حياته لاحقاً وقادته لتحقيق أهم إنجازاته. 

### عمله
بعد أن انهى مرحلة التعليم الجامعي في بيروت، عاد إلى عمان للبحث عن عملٍ في مجال الصيدلة، إلا أنه لم يتمكن من ذلك في بداية الأمر؛ ما دفعه للعمل مع زوجته في مجال التدريس في بلدة مرجعيون جنوب لبنان لمدة عام واحد، عاد بعدها إلى الأردن ليعمل في مجال الصيدلة لعدة سنوات، حيث اشترى صيدلية ودفع ثمنها على مدى عدة سنوات. 

### تأسيس الشركة
عاد سميح إلى عمان مرةً أخرى من أجل العمل على تأسيس شركة صناعات دوائية عربية، قادرة على المنافسة مع الشركات الأجنبية العاملة في المنطقة العربية، والانطلاق بها نحو العالمية، وبدأ العمل على تحقيق حلمه سنة 1978، حيث كان يبلغ من العمر 48 سنة. بدأ العمل على مشروعه الكبير بالتعاونٍ مع شركاء في الأردن وإيطاليا، حيث كانت الانطلاقة على شكل مشروع مشترك مع شركةٍ إيطالية، الذي تمكن دروزة من تحويله إلى شركةٍ أردنية خالصة، وهي شركة الحكمة.
تمكنت الشركة خلال وقتٍ قصير من تحقيق نموٍ كبير ونجاح ضخم على صعيد المنطقة العربية ودول الشرق الأوسط، وهو ما دفع دروزة لأخذ الشركة إلى المنافسة في الأسواق العالمية. وبعد عمل جادٍ ومطول لتطوير وتحسين أساليب الإنتاج وتحقيق أعلى معايير التصنيع العالمية، تمكنت شركة الحكمة من الحصول على موافقة إدارة الغذاء والدواء الأمريكية (FDA) سنة 1995، لتصبح أول شركة دوائية عربية قادرة على بيع الأدوية في السوق الأميركيّ. لم يقتصر نمو الشركة على الولايات المتحدة الأميركية فقط، بل امتد أيضاً ليشمل دول الاتحاد الأوروبي، ثم توسعت الشركة بشكلٍ هائل حتى أصبحت تمتلك منشآت تصنيعية في 11 دولة مختلفة حول العالم، ومبيعات في أكثر من 50 دولة حول العالم. بقي سميح دروزة على رأس شركة الحكمة حتى سنة 2014، حيث تقاعد رسمياً، وبقي رئيساً فخرياً للشركة حتى وفاته سنة 2015.

## المناصب
في عام 1995 انضم سميح دروزة إلى الفريق الحكومي ليشغل منصب وزير الطاقة والثروة المعدنية، وبقي في المنصب حتى سنة 1996، كما كان أحد المستشارين الاقتصاديين لملك الأردن. كما آمن بأهمية التعليم ودوره في تحقيق النمو والتطوير؛ لذا ساهم في تأسيس العديد من المشاريع التعليمية، مثل مدرسة الشوبك سنة 2008، ومعهد سميح دروزة للصيدلة الصناعية في جامعة بيرزيت في فلسطين سنة 2010، وإطلاق مؤسسة دروزة التي تقدم منحاً تعليمية للطلاب الفلسطينين والأردنيين.
كما شغل عدد من المناصب الإدارية منها:
- رئيس مجلس إدارة بنك المال الأردني 2009.[4]
- رئيس مجلس إدارة شركة الصناعات الهندسية 1999-2004.
- مؤسس ورئيس مجلس إدارة شركة أدوية الحكمة 1978-2014.
- عضو المجلس الإستشاري الإقتصادي لجلالة الملك عبد الله الثاني 1999-2000 .
- عضو مجلس الأمناء في مؤسسة الملكة نور 1995-1999 .
- مؤسس ورئيس مجلس إدارة جمعية المصدرين الأردنيين 1989-1994 .
- عضو مجلس الأعيان الثالث والعشرون 2009-2010.

## مؤلفاته
قام سميح دروزة بتلخيص تجربته الريادية في مجال الأعمال عبر إصداره لكتابين: الأول بعنوان: دروس لتطوير شركة بقيمة تفوق مليار دولار (Lessons to Grow a Billion-Dollar Company)، أما الكتاب الآخر فيحمل طابعاً شخصياً أكثر؛ حيث يركز فيه سميح على قصته وتأسيسه لشركة الحكمة، وحمل الكتاب عنوان: (Building a Global Success: The Story of Samih Darwazah and the Rise of Hikma).

## أوسمة
- وسام الاستقلال الأردني من الدرجة الأولى، عام 2004.[5]

## روابط خارجية
- موقع رئاسة الوزراء - الأردن